# 维皮泰诺
维皮泰诺（義大利語：Vipiteno，義大利語發音：[vipiˈtɛːno]），德语名施泰青（德語：Sterzing，德語發音：[ˈʃtɛrtsɪŋ]），是意大利博尔扎诺-上阿迪杰自治省的一个市镇。总面积33.18平方公里，人口6306人，人口密度190.1人/平方公里（2009年）。ISTAT代码为021115。

## 友好城市
- 奥地利 基茨比厄爾（1971年）